# 权力的游戏：凛冬将至
《权力的游戏：凛冬将至》是游族网络2019年开发的网页策略角色扮演游戏，改编自电视剧《权力的游戏》，由华纳公司授权发布。iOS版本计划于2020年上市。
2020年7月，亚太版手游上线，获谷歌商店推荐，系列产品全年全球流水近10亿元人民币。

## 外部连接
- 官方网站